# Westmalle (Belgique)
Pour les articles homonymes, voir Westmalle.
Westmalle est une section de la commune belge de Malle avec laquelle elle fusionne en 1977, et située en Région flamande dans la province d'Anvers. C'était une commune à part entière avant la fusion des communes de 1977.
Elle possède entre autres sur son territoire une abbaye de pères trappistes de l'ordre des Cisterciens ainsi qu'un monastère des Sœurs de l'Annonciade.

## Démographie

### Évolution démographique
- Sources : INS, Rem. : 1831 jusqu'en 1970 = recensements, 1976 = nombre d'habitants au 31 décembre[2].

## Personnalités liées
- Paul Verrees (1889-1942), artiste, y a vécu et y est décédé.